# Jerzy Him
Jerzy Him (ur. 4 sierpnia 1900 w Łodzi, zm. 1981 w Londynie) – polsko-brytyjski grafik, ilustrator, plakacista, partner Jana Lewitta w spółce autorskiej „Lewitt i Him”. 
Jerzy Him urodził się w żydowsko-polsko-rosyjskiej rodzinie Himmelfarb. Uczęszczał do szkoły w Warszawie. W latach 1917–1918 studiował prawo rzymskie na Uniwersytecie Moskiewskim oraz 1920–1924 religioznawstwo porównawcze w Berlinie i Bonn. Studia z dziedziny religioznawstwa ukończył uzyskaniem doktoratu filozofii. 1925–1928 studiował na Akademii Sztuk Graficznych w Lipsku.
W latach 1928–1933 pracował jako niezależny grafik w Niemczech, następnie powrócił do Polski, gdzie poznał Jana Lewitta i stworzył wraz z nim dwuosobową spółkę autorską, która przetrwała do roku 1955. Posługiwał się nazwiskiem skróconym do trzech liter "Him".
W roku 1934 spółka Lewitt-Him osiągnęła sukces dzięki ilustracjom do wierszy Juliana Tuwima „Lokomotywa”. 
Lewitt i Him wyemigrowali w roku 1937 do Londynu. W czasie II wojny światowej tworzyli plakaty dla brytyjskiego Ministerstwa Informacji. 
Po rozwiązaniu spółki autorskiej Lewitt zajął się indywidualną twórczością. Po utworzeniu państwa Izrael projektował grafikę i organizował wystawy poświęcone temu państwu.